# Zephyranthes lindleyana
Zephyranthes lindleyana är en amaryllisväxtart som beskrevs av Herb.. Zephyranthes lindleyana ingår i släktet Zephyranthes och familjen amaryllisväxter. Inga underarter finns listade i Catalogue of Life.

## Bildgalleri

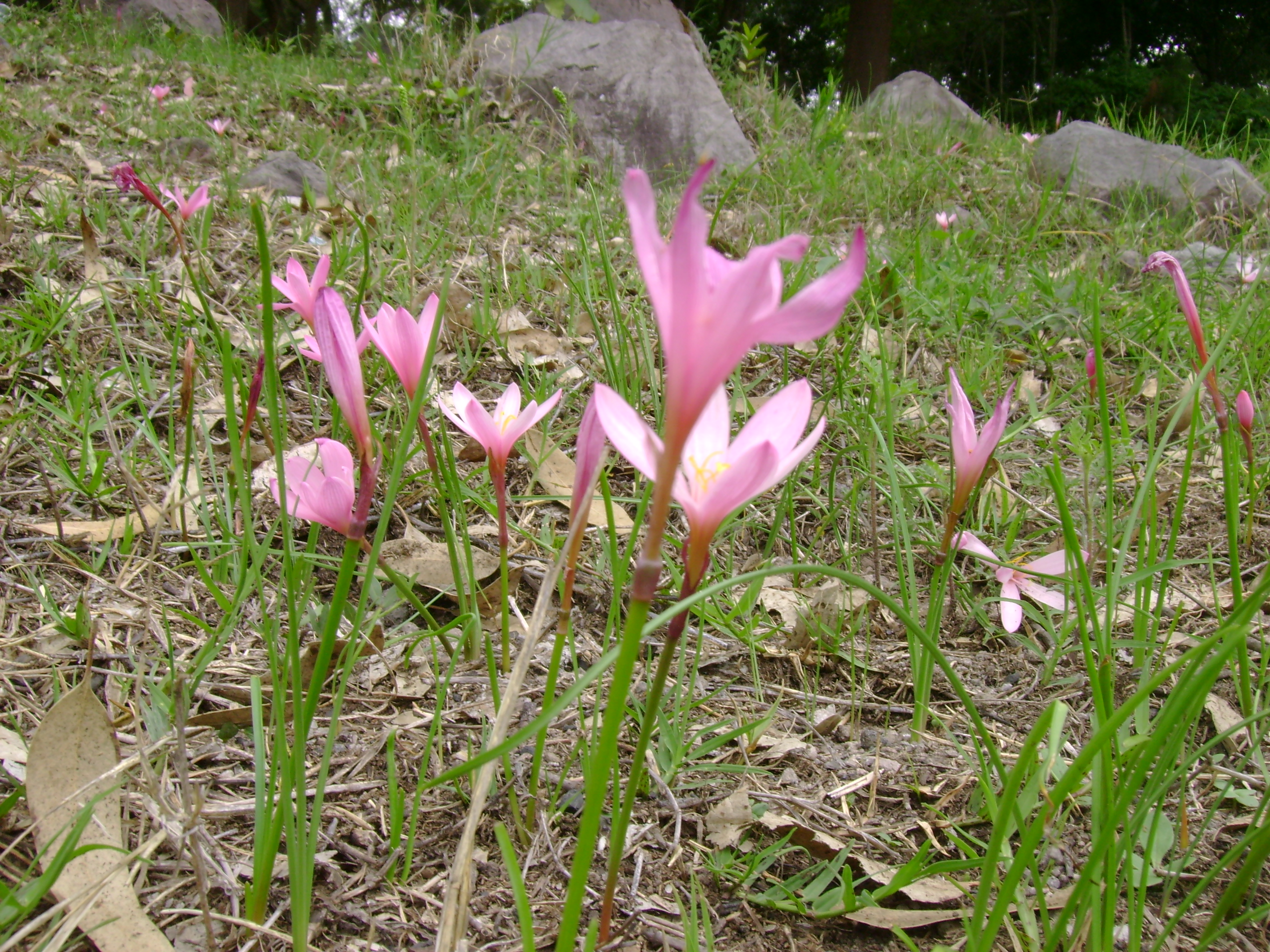